# 西伯利亚雀麦
西伯利亚雀麦（学名：Bromus sibiricus），为禾本科雀麦属下的一个植物种。产东北、内蒙古、河北。生于平原草地，海拔500-1000米。分布于欧洲、俄罗斯西伯利亚、蒙古。模式标本采自俄罗斯西伯利亚。